# Casa Collaso
La Casa Collaso, coneguda originalment com a Casa Carbonell, és un edifici situat al Pla de Palau de Barcelona, catalogat com a bé cultural d'interès local.

## Història
El comerciant Ignasi Carbonell i Vidal (†1875) es va establir a Santiago de Cuba, on va arribar a tenir dues plantacions de cafè amb més de 300 esclaus. El 1834, el seu nebot i apoderat Antoni Gorgas i Carbonell va adquirir els solars núms. 1, 2 i 3 de l'illa 1 de l'eixample del Pla de Palau al capità general, i poc després, va demanar permís per a construir-hi un nou edifici, segons el projecte del mestre d'obres Antoni Blanch i Oliva, que va seguir el disseny de Josep Massanès. Posteriorment, la propietat va passar a mans de Pere Collaso i Gil.

## Descripció
Es tracta d'un edifici a tres vents, consistent en planta baixa amb porxada, tres pisos i terrat transitable. La façana principal estructura les seves obertures en eixos verticals i horitzontals de ritme regular. Destaca d'aquesta el porxo, perípter d'estil neogrec, amb llinda sobre columnes estriades dòriques, nues a la part baixa i estriades a les dues terceres parts superiors. L'accés a l'edifici es realitza des de la gran portalada central, d'arc de mig punt motllurat, des de la que s'accedeix a un vestíbul de planta rectangular del que neixen les escales, laterals, que donen accés als pisos superiors. A banda i banda de la portalada hi ha tres portals amb llinda plana i una finestra balconera sense llosana al seu damunt.

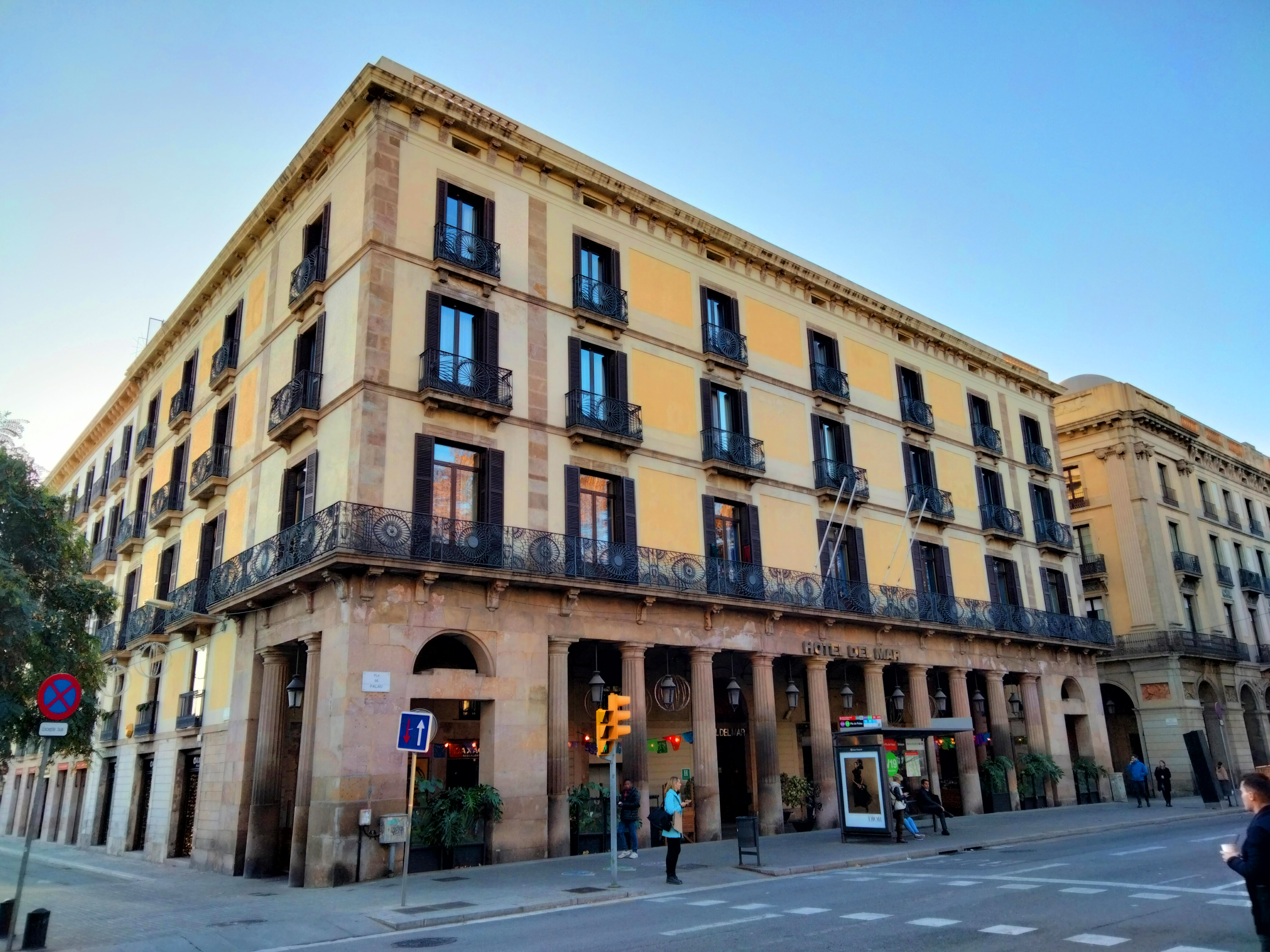
Cantonada del Pla de Palau i el Pas de Sota Muralla

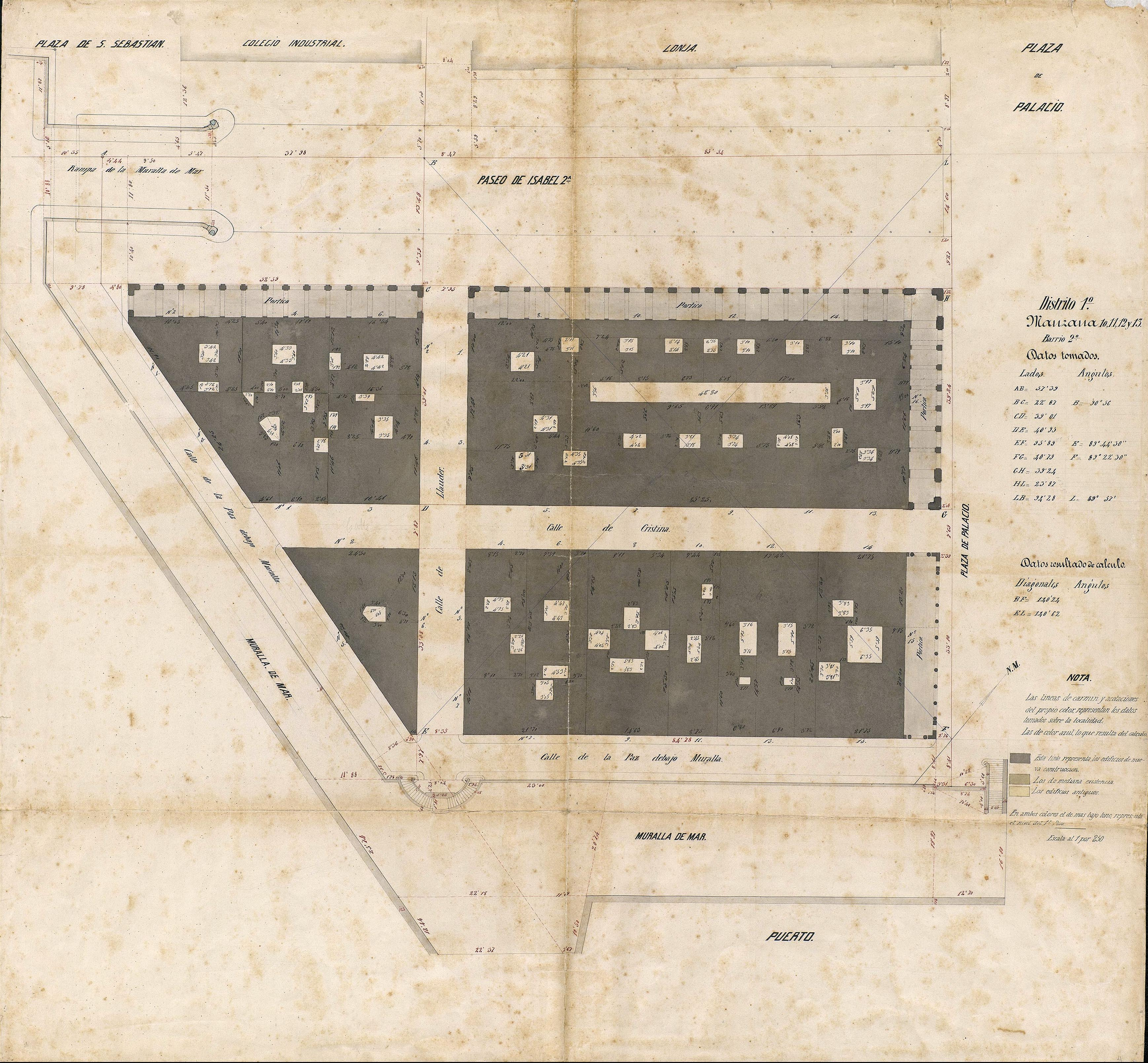
Quarteró núm. 4 de Garriga i Roca (c. 1860)

A les pisos superiors hi ha set austeres balconeres amb llinda plana, les quals en el primer pis estan unides per un balcó corregut mentre que en els altres dos pisos estan individualitzats amb balcons llosana de pedra de vol decreixent a mesura que s'augmenta de pis. Tots els balcons estan sostinguts per mènsules amb baranes de ferro forjat amb un particular disseny a base de grans cercles. La separació entre els pisos ve definida per una línia horitzontal motllurada a l'altura de les llosanes dels balcons.
La façana presenta un coronament rectilini del que en destaca la cornisa motllurada i sostinguda per mènsules entre les que hi ha els respiradors de la solera del terrat.
Les dues façanes laterals, idèntiques, presenten a la planta baixa tres portals amb finestra al damunt com els descrits a la façana principal. Al primer pis la balconada de sobre la zona porxada és correguda i comunica amb la de la façana principal. La resta de les obertures, tres per pis, són idèntiques a les de la façana principal.